# Giovanni Paolucci
Giovanni Paolucci (Pallanza, 24 giugno 1912 – Roma, 21 marzo 1964) è stato un regista e sceneggiatore italiano.

## Biografia
Già insegnante di recitazione presso il Centro Sperimentale di Cinematografia, nel 1935 esordì alla regia con il film La nave, che si aggiudicò il secondo premio della sezione dedicata ai film sperimentali alla Mostra del Cinema di Venezia.
Trasferitosi a Roma, nel 1936, cominciò a collaborare con l'Istituto Luce: realizzò una serie di documentari, alcuni dei quali presentati alla 9ª e alla 10ª Mostra del Cinema di Venezia.
Nel 1942 lavorò al montaggio di Malombra, un film drammatico di Mario Soldati. Sempre nel 1942 diresse un documentario sulle Cinque Terre per l'Istituto Luce, ispirandosi all'opera del maestro Robert J. Flaherty.
Dopo la guerra partecipò alla sceneggiatura del film Montecassino (1946), per la regia di Arturo Gemmiti, e diresse il cortometraggio La valle di Cassino, che ottenne il Nastro d'argento per il miglior cortometraggio. Subito dopo fu il regista di Preludio d'amore, un film drammatico scritto insieme a Leopoldo Trieste e con l'attore Vittorio Gassman, presentato ai festival di Locarno e di Bruxelles.
Nel 1953 il cortometraggio Montagna di cenere si aggiudicò il Premio della critica al Festival di Cannes, mentre il documentario Sardegna ottenne il Premio per il miglior documentario a colori a Venezia. Nel 1954 diresse il film melodrammatico La tua donna e nel 1956 il film per ragazzi Gli orizzonti del sole, primo premio ex aequo, oltre che "Gondola d'argento", del C.I.D.A.L.C.. Al Maggio Musicale Fiorentino del 1956 diresse La traviata. Si dedicò anche al documentario tecnico-industriale.

## Filmografia

### Regista
- La nave, in collaborazione con Piero Portalupi (1935)
- Sancta Maria, (aiuto regia), regia di Edgar Neville e Pier Luigi Faraldo (1941)
- Educarsi nel lavoro (1942)
- Galileo Galilei (1942)
- Musica a Santa Cecilia (1942)
- Le Cinque Terre (1942)
- Casa Verdi (1943)
- Val Gardena (1943)
- La valle di Cassino (1946)
- Monte Bianco (1946)
- Caratteri mobili (1947)
- Rocce di Eolo (1947)
- Preludio d'amore (1947)
- Quartiere genovese (1948)
- Il vestito delle tasse (1952)
- Luntano 'a te (1952)
- Oltremare (1952)
- La costruzione di un nuovo impianto siderurgico (1953)
- La montagna di Cenere (1953)
- Sardegna (1953)
- Tiriamo le somme (1953)
- Acciaio oggi (1954)
- La tua donna (1954)
- Terra e mare (1954)
- Aria di Taormina (1955)
- Lo specchio d'acciaio (1955)
- Suite fiorentina (1955)
- Gli orizzonti del sole (1956)
- Zincatura moderna (1956)
- La capitale dell'acciaio (1957)
- La Puglia (1957)
- La Squibb italiana (1957)
- Laminatoio a caldo (1957)
- Laminatoio a freddo (1957)
- Oggi domenica (1957)
- Italia in cammino (1958)
- Acciaio fra gli ulivi (1959)
- La casa d'acciaio (1959)
- Operazione Blooming (1960)
- El Cid, co-diretto con Anthony Mann (1961)
- Il relitto (regista seconda unità), regia di Michael Cacoyannis (1961)

### Sceneggiatore
- Montecassino, regia di Arturo Gemmiti (1946)
- Preludio d'amore, regia di Giovanni Paolucci (1947)
- La montagna di Cenere, regia di Giovanni Paolucci (1953)
- La tua donna, regia di Giovanni Paolucci (1954)
- Gli orizzonti del sole, regia di Giovanni Paolucci (1956)

### Montatore
- Malombra, regia di Mario Soldati (1942)